# Игрушки Хобарта

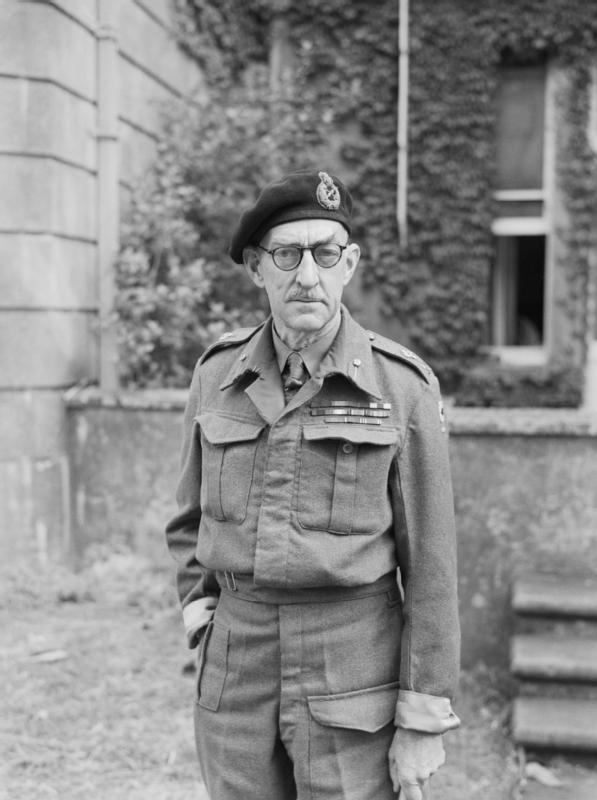
Командир 79-й бронетанковой дивизии Перси Хобарт

Игрушки Хобарта (англ. Hobart's Funnies) – несколько типов бронированных машин, использовавшихся во время Второй мировой войны 79-й бронетанковой дивизией британской армии и специалистами из Корпуса королевских инженеров. Это были предшественники современных боевых инженерных и транспортных средств, были названы в честь командира 79-й бронетанковой дивизии, генерал-майора Перси Хобарта.

## История
Толчок к развитию специализированных инженерных машин дала неудача союзников в Битве за Дьеп в августе 1942 года. Это был морской десант на французское побережье, занятое и хорошо укреплённое войсками Вермахта. Союзники отклонили идею бомбардировок города, поскольку не хотели разрушать портовую инфраструктуру Дьепа, необходимую для выгрузки техники после захвата плацдарма. Работа над ошибками в планировании операции выявила среди прочих отсутствие специализированной инженерной техники. К моменту открытия второго фронта в Европе такую технику нужно было подготовить. В 1943 году генерал Алан Брук, начальник генерального штаба Великобритании принял решение о создании специального подразделения для модернизации транспортных и боевых машин, а также подготовки экипажей для их эксплуатации. Ответственным за создание такого подразделения он назначил эксперта в бронетехнике Перси Хобарта.

## Техника 79-й бронетанковой дивизии
Большинство образцов инженерной техники были на основе танков Черчилль и Шерман. Оба танка имелись в достаточном количестве.
Среди многих специализированных транспортных средств были:
- Крокодил  –  огнемётный танк на базе танка Черчилль. Огнемёт устанавливался вместо пулемёта. Бронированный прицеп, буксируемый позади танка, мог вместить горючее  объёмом до 1800 литров. Струя пламени выходила на дистанцию 110 метров.
- Краб   –  модифицированный танк Шерман, предназначенный для проделывания проходов в минных полях. Оснащался вращающимся цилиндром с цепями, под действием которых взрывались мины перед танком.
- DD танк –  танк с системой Duplex Drive (от англ. Duplex Drive двойной движитель) был способен преодолевать водные преграды.

## Галерея

Парк Игрушек Хобарта
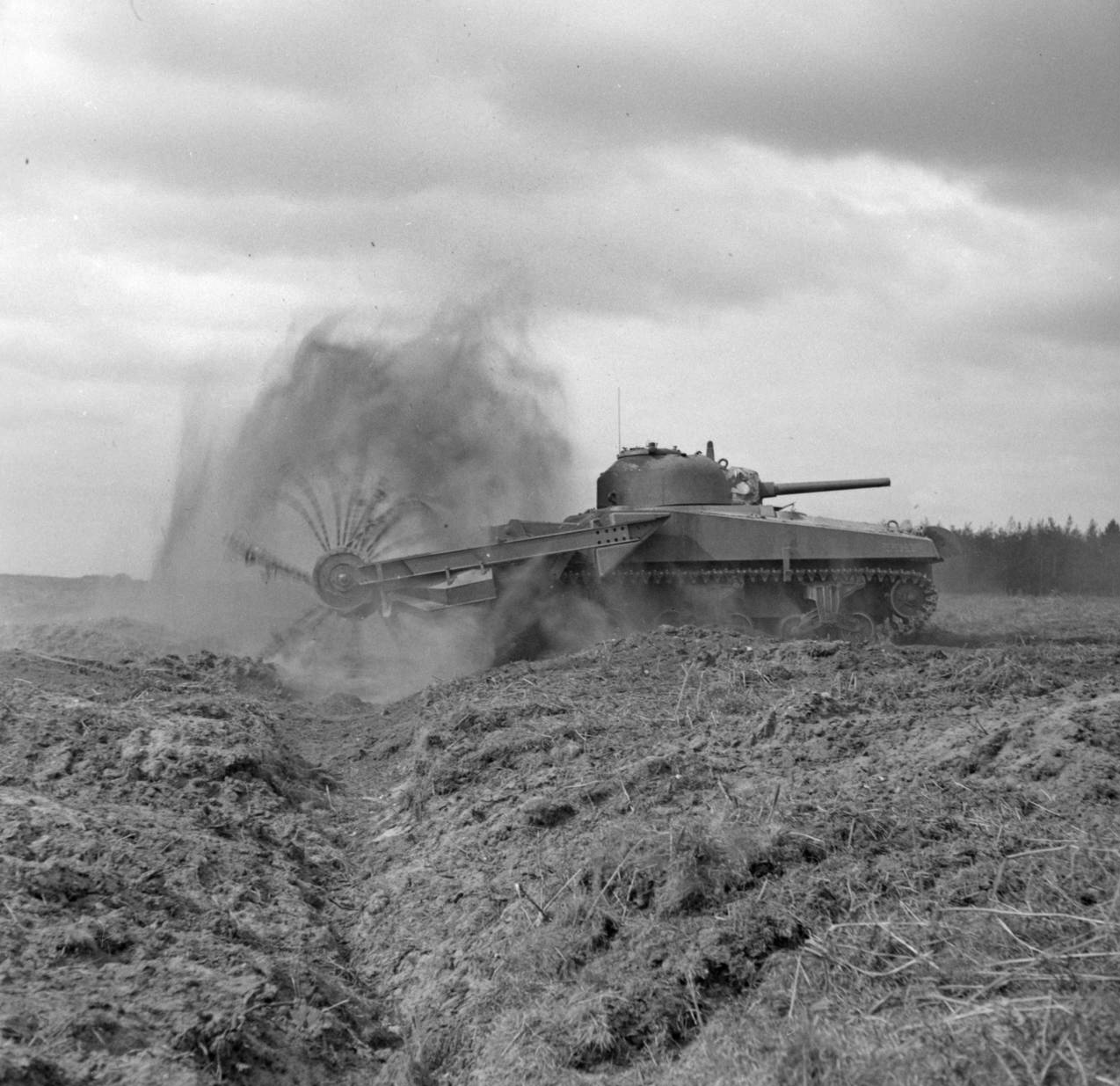
Шерман М4А4 «Краб»
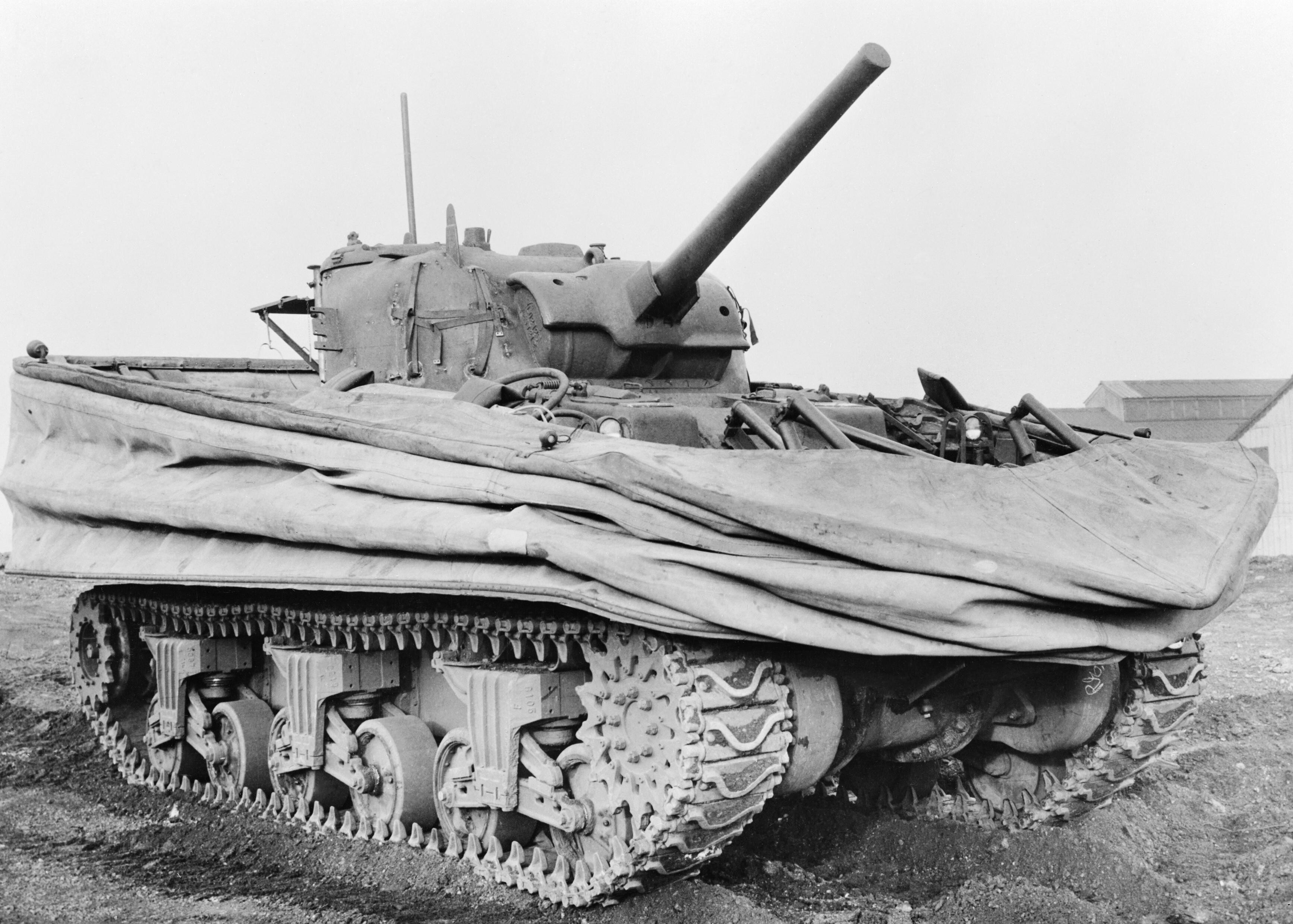
Шерман с системой Duplex Drive
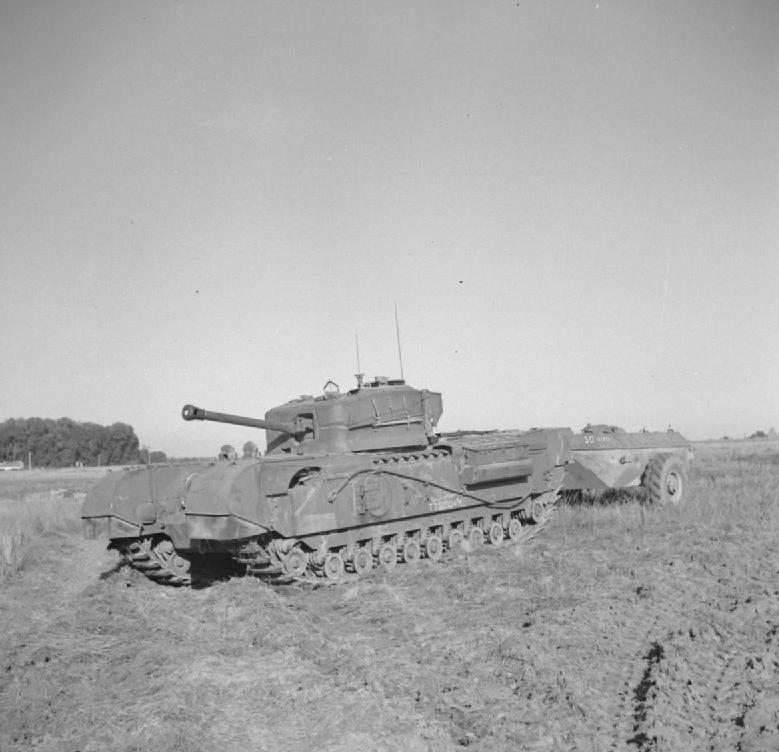
Огнемётный танк Черчилль Крокодил с топливом в прицепе
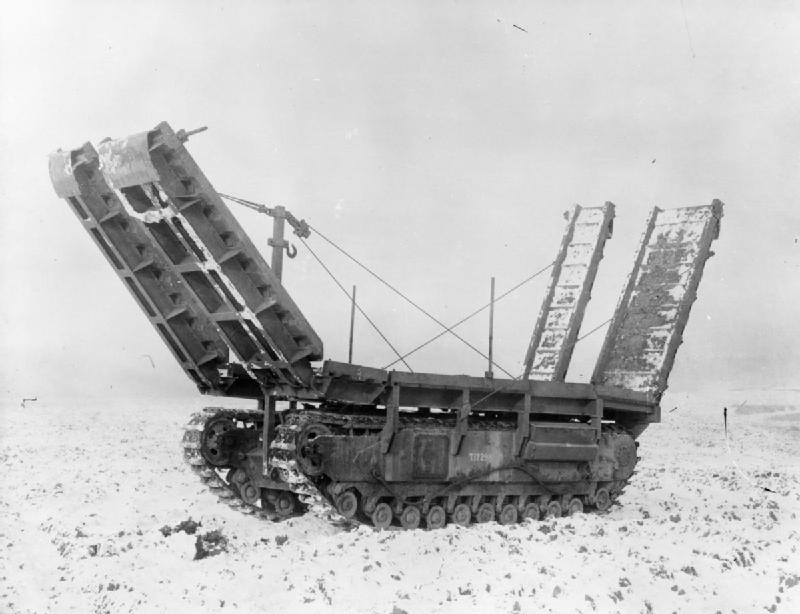
Танковый мостоукладчик Churchill Ark Mk II

## Знаки отличия, наносимые на машины
Игрушки Хобарта в основном использовались британскими 79-й бронетанковой дивизией и Корпусом королевских инженеров.